# Hrabství Cavan
Hrabství Cavan (irsky Contae an Chabháin, anglicky County Cavan) je irské hrabství, nacházející se na severu země v bývalé provincii Ulster. Sousedí se severoirským hrabstvím Fermanagh na severu, s hrabstvím Monaghan, s hrabstvími Meath a Westmeath na jihu a s hrabstvími Longford a Leitrim na západě.
Hlavním městem hrabství je Cavan. Hrabství má rozlohu 1931 km² a žije v něm přibližně 73 tisíc obyvatel.
Mezi zajímavá místa patří hrad Cloughoughter, klášter Drumlane či jezero Sheelin.
Dvoupísmenná zkratka hrabství, používaná zejména na SPZ, je CN.